# Traditioneel conservatisme
 Traditioneel conservatisme wordt door sommige mensen genoemd als een stroming binnen het Amerikaans conservatisme.

## Ideologie
Als men deze benaming gebruikt, gaat men meestal uit van een ideologie die gebaseerd is op een kring van schrijvers rond een tweetal prominente denkers uit Amerika: 
- Richard Weaver, met zijn boek Ideas Have Consequences
- Robert Nisbet, met zijn boek The Quest for Community

In deze twee boeken gaan ze tekeer tegen de Verlichting, het bijbehorende moreel verval en de verregaande individualisering. Zij zien deze individualisering als een oorzaak van een te sterke staatsinterventie en bepleiten daarvoor een middenweg tussen het eenzame individu en de totalitaire staat (zoals Alexis de Tocqueville al bepleitte), namelijk een Community d.i. Gemeenschap. Deze gemeenschap is niet een grote gemeenschap, maar een middelgrote, tot zeer klein en lokaal. Het betreft: het gezin, de kerk, de school, het bedrijf, en alle vrijwillige en lokale, kleinschalige en traditionele verenigingsvormen.

## Verhouding met de vrije markt
Traditionele conservatieven, zoals de Leidse Andreas Kinneging en Richard Weaver, staan kritisch tegenover de vrije markt. Niet vanwege haar efficiëntie of methode, maar vanwege haar aanzetten tot lust- en geluksmaximalisatie, wat al snel kan ontaarden in decadentie. Zo zeggen traditionele conservatieven: om porno te produceren is de vrije markt werking het best, maar de uitkomst(porno) is daarmee nog niet goed, en is zelfs immoreel. 
De meeste traditionele conservatieven zijn echter wel kapitalisten; zo noemde Richard Weaver het privébezit als het eerste metafysische grondrecht dat men moest verdedigen, en nam daarmee afstand van het marxisme.